# Château de Steinvikholm
Le Château de Steinvikholm est situé dans la localité de Skatval, commune de Stjørdal, dans le  comté de Trøndelag. Steinvikholm se trouve dans le fjord de Åsenfjord, un bras du fjord de Trondheim.